# Tecnica estesa

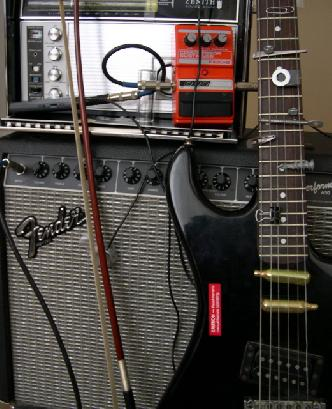
Una chitarra preparata

Nella musica, la tecnica estesa significa utilizzare metodi non convenzionali, non ortodossi o non tradizionali di canto o suonare strumenti musicali impiegati per ottenere suoni o timbri insoliti.
L'uso da parte dei compositori di tecniche estese non è specifico della musica contemporanea (ad esempio, l'uso di col legno nella sua Sinfonia fantastica da parte di Hector Berlioz è una tecnica estesa) e trascende le scuole e gli stili compositivi. Le tecniche estese sono fiorite anche nella musica popolare. Quasi tutti gli artisti jazz fanno un uso significativo di tecniche estese di un tipo o dell'altro, in particolare in stili più recenti come il free jazz o il jazz d'avanguardia. Anche i musicisti nell'improvvisazione libera hanno fatto largo uso di tecniche estese.
Esempi di tecniche estese comprendono l'archeggio sotto il ponte di uno strumento a corda o con due diversi archi, usando i clic dei tasti su uno strumento a fiato, soffiando e producendo sovratoni in uno strumento a fiato senza un bocchino, o inserendo oggetti sopra le corde di un pianoforte.
Esponenti del XX secolo di tecniche estese includono Henry Cowell (uso di pugni e braccia sulla tastiera, suonare all'interno del piano), John Cage (pianoforte preparato) e George Crumb. Il Kronos Quartet, che è stato tra i gruppi più attivi nella promozione di opere americane contemporanee per quartetto d'archi, suona spesso musica che estende il modo in cui il suono può essere estratto dagli strumenti.

## Esempi

### Canto
- Sprechstimme (canto-discorso)
- canto di sovratoni (canto armonico o multifonia vocale)
- ululare
- beatboxing (percussionisti vocali)
- ringhiare
- urla e grida
- sussurrare
- ansimare
- fischi
- sibilare
- chiocciare
- abbaiare
- succhiare

### Strumenti a corda ad arco
- suonare con un plettro o un oggetto acuminato
- suonare con bacchette per percussioni, mazze o altri oggetti
- archeggiare sul lato "sbagliato" delle dita della mano sinistra
- archeggiare dietro il ponticello
- archeggiare su parti dello strumento che non sono le corde[2]
- vibrato esagerato
- pizzicato schioccato, detto anche pizzicato di Bartók[3]
- picchiettare o strofinare la tavola armonica degli strumenti a corda
- raschiare le corde con dita, unghie o altri oggetti
- effetti percussivi sul corpo dello strumento
- tapping sulla tastiera
- effetti armonici "gabbiano"
- scordare una corda mentre si suona
- preparazione
- effetti di risonanza

### Strumenti a corda pizzicati
- chitarra suonata con l'archetto
- suonare con bacchette per percussioni, mazze o altri oggetti
- suonare su corde incrociate (chiamato effetto rullante alla chitarra)
- pizzicato a schiocco: una corda viene estratta dalla tastiera fino a quando non scatta indietro e colpisce la tastiera.
- raschietti di archi, una tecnica specialmente associata alla chitarra elettrica e al basso elettrico, come suonata con un plettro.
- effetti a percussione, come la batteria su un corpo di uno strumento a corda
- sordina col palmo e col dito (pizzicato)
- picchiettare sulla tastiera
- botta e schiaffo sulle corde (strumenti a tastiera)
- preparazione di una chitarra inserendo viti o pezzi di metallo nel ponticello o tra le corde.
- scordare una corda mentre suoni
- terzo ponte, una tecnica di chitarra che utilizza la parte della corda tra il capotasto e il dito fermo; vedi il pezzo per vioncello di Xenakis Nomos Alpha per un effetto simile.

### Pianoforte
- piano preparato, ovvero introduzione di oggetti estranei nella lavorazione del piano per modificare la qualità del suono
- pianoforte a corde, cioè colpire, pizzicare o piegare direttamente le corde, o qualsiasi altra manipolazione diretta delle corde
- effetti di risonanza (fischio, canto o conversazione al piano)
- tenere premuti silenziosamente uno o più tasti, permettendo alle corde corrispondenti di vibrare liberamente, permettendo alle armoniche di suonare per simpatia
- toccare le corde nei punti del nodo per creare armoniche
- uso percussivo di diverse parti del piano, come il bordo esterno
- sbattere il coperchio del piano o la copertura della tastiera
- microtoni
- uso di palmi, pugni o dispositivi esterni per creare gruppi di toni
- uso di altri materiali per colpire i tasti
- rumori del pedale

### Strumenti a fiato
- multifonia
- ipertoni
- alterazione ("con le labbra")
- attivazione rumorosa dei tasti senza soffiare
- combinazione di un bocchino di uno strumento con il corpo principale di un altro, ad esempio, usando un bocchino di un sassofono contralto su un trombone standard.
- frullato: tecnica che usa la lingua negli strumenti a fiato con la quale gli artisti agitano la lingua per emettere un caratteristico suono "FrrrrrFrrrrr"
- rumori del respiro
- soffiare in un bocchino o in un'ancia scollegati
- cantare attraverso lo strumento mentre si suona
- sordino interno
- schiaffo al tasto o al foro di tonalità - suono percussivo prodotto schiaffeggiando uno o più tasti contro i loro fori di tonalità
- slap tonguing: suonare uno strumento a un'ancia come un clarinetto o un sassofono utilizzando una tecnica per produrre un suono scoppiettante insieme alla nota.

### Ottoni
- cantare attraverso lo strumento mentre si suona
- esagerati colpi di testa in ottone
- attivare rumorosamente i pistoni senza soffiare
- alterazione ("con le labbra")
- combinazione di un bocchino di uno strumento con il corpo principale di un altro, ad esempio, usare un bocchino di un corno francese su un fagotto standard
- flutter-tonguing: tecnica che usa la lingua negli strumenti a fiato con la quale gli artisti agitano la lingua per emettere un caratteristico suono "FrrrrrFrrrrr"
- respirazione circolare
- doppia vibrazione: le labbra vibrano a due frequenze diverse
- riproduzione a mezzo pistone
- sordini non convenzionali o altri oggetti estranei nel corpo dello strumento (ad es. nelle parti idrauliche)
- rumori del respiro
- Tongue ram: colpo di lingua (accompagnato o non di aria) per produrre un suono percussivo intonato.
- soffiare un bocchino scollegato

### Percussioni
- contrabbasso rudimentale o "dinamico" nella batteria, usando rudimenti manuali come rullare con doppi colpi (Double Stroke Open Roll) e colpi di flam e suonandoli con i piedi
- impilare 2 o più piatti, uno sopra l'altro, per modificare le proprietà sonore dello strumento
- vibrafono, piatti e gong suonati con l'archetto
- effetti di risonanza (ad es. piatto suonato su un timpano; campana di mucca battuta contro una grancassa, ecc.)
- toni modificati dalla percussione di una mazza da batteria
- armoniche
- mazze per percussioni personalizzate, occasionalmente realizzate per vibrafono o campane tubolari (e altre percussioni intonate in circostanze sempre più rare) che presentano più di una testa di mazza e quindi sono in grado di produrre più tonalità e accordi difficili (sebbene di solito solo quegli accordi che sono stati progettate per suonare). Queste mazze sono usate raramente e talvolta i percussionisti le fanno da soli quando sono necessarie. Vengono generalmente utilizzate solo una o due volte in un'intera opera e vengono alternate a mazze convenzionali; di solito sono usate solo quando si suona uno strumento diverso per ogni mano.
- colpire un gong e quindi inserire il metallo vibrante in una vasca d'acqua, creando un glissando.
- posizionare un piatto sopra un di timpano

### Strumenti elettronici
- aggiungere strumenti elettronici o un controllo MIDI
- Turntablism, come grattare dischi o manipolare in altro modo un disco o un piatto del giradischi, spesso fatto in combinazione con un mixer DJ, per creare effetti sonori e ritmi unici
- Utilizzare uno "switch di interruzione" su una chitarra elettrica per creare suoni ritmici quasi graffianti.
- Circuit bending: esperimenti fai-da-te su tastiere elettroniche e giocattoli elettronici.
- suonare strumenti elettrici scollegati o amplificare parti acustiche di strumenti normalmente elettronici (ad es. il rumore delle dita sui tasti)
- sfruttamento di "difetti" intrinseci delle apparecchiature (ad es. portare deliberatamente le apparecchiature digitali verso la distorsione; esagerare vibrazioni, o ronzii/sibili provenienti dagli altoparlanti, feedback acustico, clic dei tasti su un organo Hammond ecc.)

### Altri strumenti
- Armoniche insolite
- Accordare glissando

## Compositori di spicco
- Béla Bartók
- Bruno Bartolozzi
- Luciano Berio
- Hector Berlioz
- Heinrich Ignaz Franz Biber
- François-Adrien Boieldieu
- William Bolcom
- Pierre Boulez
- Roberto Brambilla
- Glenn Branca
- Benjamin Britten
- Leo Brouwer
- John Cage
- Elliott Carter
- Aaron Cassidy
- Rhys Chatham
- Henry Cowell
- George Crumb
- Nicolas-Marie Dalayrac
- Peter Maxwell Davies
- Stuart Dempster
- Pascal Dusapin
- John Eaton
- Robert Erickson
- Julio Estrada
- Carlo Farina
- Brian Ferneyhough
- Carlo Forlivesi
- Sofija Asgatovna Gubajdulina
- Jonathan Harvey
- Hans Werner Henze
- Dick Higgins
- Gustav Holst
- Toshio Hosokawa
- Alan Hovhaness
- Tobias Hume
- Charles Ives
- Ben Johnston
- Garth Knox
- Panayiotis Kokoras
- Nikita Koškin
- Sophie Lacaze
- Helmut Lachenmann
- György Ligeti
- Gustav Mahler
- Eric Mandat
- Joseph Maneri
- Meredith Monk
- Ken Namba
- Luigi Nono
- Andrew Norman
- Pauline Oliveros
- Sean Osborn
- Owen Pallett
- Arvo Pärt
- Krzysztof Penderecki
- Gérard Pesson
- Sun Ra
- Lou Reed
- Doina Rotaru
- Christopher Rouse
- Kaija Saariaho
- Camille Saint-Saëns
- Giacinto Scelsi
- John Schneider
- Arnold Schönberg
- Salvatore Sciarrino
- Stephen Scott
- Karlheinz Stockhausen
- Igor' Fëdorovič Stravinskij
- Tōru Takemitsu
- Bertram Turetzky
- Ken Ueno
- Heitor Villa-Lobos
- Carl Maria von Weber
- Jörg Widmann[4]
- Iannis Xenakis
- La Monte Young
- Frank Zappa
- John Zorn

## Esecutori di spicco

### Basso
- Bill Laswell
- Michael Manring
- Jaco Pastorius
- Mark Sandman
- Mike Silverman
- Bertram Turetzky

### Fagotto
- Yusef Lateef

### Violoncello
- Tom Cora
- Helen Liebmann
- Rohan de Saram
- Frances-Marie Uitti

### Clarinetto
- Tara Bouman
- Walter Boeykens
- Guy Deplus
- Roberto Paci Dalò
- Eric Dolphy
- Eric Mandat
- Sean Osborn
- Michel Portal
- William O. Smith
- Suzanne Stephens
- Jörg Widmann[4]
- Evan Ziporyn

### Batteria e percussioni
- Burkhard Beins
- Han Bennink
- John Bonham
- Bryan "Brain" Mantia
- Keith Moon
- Steven Schick
- Ruth Underwood

### Flauto
- Ian Anderson
- Pierre-Yves Artaud
- Ian Clarke
- Robert Dick
- John Fonville
- Rahsaan Roland Kirk
- Kathinka Pasveer
- Maggi Payne

### Chitarra
- Ichirou Agata
- Cristian Amigo
- Derek Bailey
- Syd Barrett
- Adrian Belew
- Buckethead
- Herman Li
- Nels Cline
- Roland Dyens
- Dominic Frasca
- Fred Frith
- Synyster Gates
- Jonny Greenwood
- GP Hall
- Michael Hedges
- Jimi Hendrix
- Evan Hirschelman
- Martín Irigoyen
- Enver İzmaylov
- Jónsi
- Kaki King
- Uwe Kropinski
- Arto Lindsay
- Andy McKee
- Erik Mongrain
- Thurston Moore
- Tom Morello
- Jimmy Page
- Štěpán Rak
- Lee Ranaldo
- Preston Reed
- Marc Ribot
- Keith Rowe
- Joe Satriani
- Steve Vai

### Arpa
- Carlos Salzedo
- Marianne Smit

### Corno
- David Amram
- Hermann Baumann
- Anthony Halstead
- Giovanni Punto
- David Pyatt
- Barry Tuckwell

### Oboe
- Heinz Holliger
- Yusef Lateef

### Pianoforte
- Henry Cowell
- Richard Bunger Evans
- Alan Hovhaness
- David Tudor
- Antonello Salis

### Sassofono
- Peter Brötzmann
- Ornette Coleman
- Mats Gustafsson
- Rahsaan Roland Kirk
- Sam Newsome
- Evan Parker
- Ned Rothenberg
- Skerik
- Colin Stetson
- John Zorn
- Pharoah Sanders
- Anthony Braxton
- John Coltrane

### Trombone
- Stuart Dempster
- Vinko Globokar
- John Kenny
- George Lewis
- Christian Lindberg

### Tuba
- Øystein Baadsvik

### Tromba
- Miles Davis
- Jon Hassell
- Håkan Hardenberger

### Viola
- John Cale
- Garth Knox[5]
- Anne Lanzilotti[6]
- Ysanne Spevack

### Violino
- Alexander Bălănescu
- Tony Conrad
- Graeme Jennings
- Niccolò Paganini
- Michael Urbaniak
- Paul Zukofsky

### Voce
- Blixa Bargeld
- Cathy Berberian
- Brian Chippendale
- Collegium Vocale Köln
- George Fisher
- Diamanda Galás
- Peter Hammill
- Roy Hart
- Shelley Hirsch
- Joan La Barbara
- Bobby McFerrin
- Meredith Monk
- David Moss
- Sainkho Namtchylak
- Mike Patton
- Maja Ratkje
- Demetrio Stratos[7]
- Tanya Tagaq
- Kazuki Tomokawa
- Ken Ueno
- Michael Vetter
- Trevor Wishart

### Altri
- Bradford Reed